# European Electronic Communications Code
European Electronic Communications Code (EECC) is een Europese richtlijn die elektronische communicatienetwerken en -diensten regelt. De EECC werd aangenomen in december 2018 en consolideerde en hervormde het bestaande regelgevingskader; tegen 2020 moesten de lidstaten van de Europese Unie hun telecommunicatievoorschriften aangepast hebben aan de richtlijnen.
De e-privacyrichtlijn, de telecomverordening, de roamingverordening, de radiospectrumbeschikking en enkele andere verordeningen vormen een aanvulling op de EECC. De wijziging van het Radiospectrumbeleidsprogramma 2013 is gebruikt als basis voor de paragraaf over het radiospectrum.